# Maximilian Lehmer

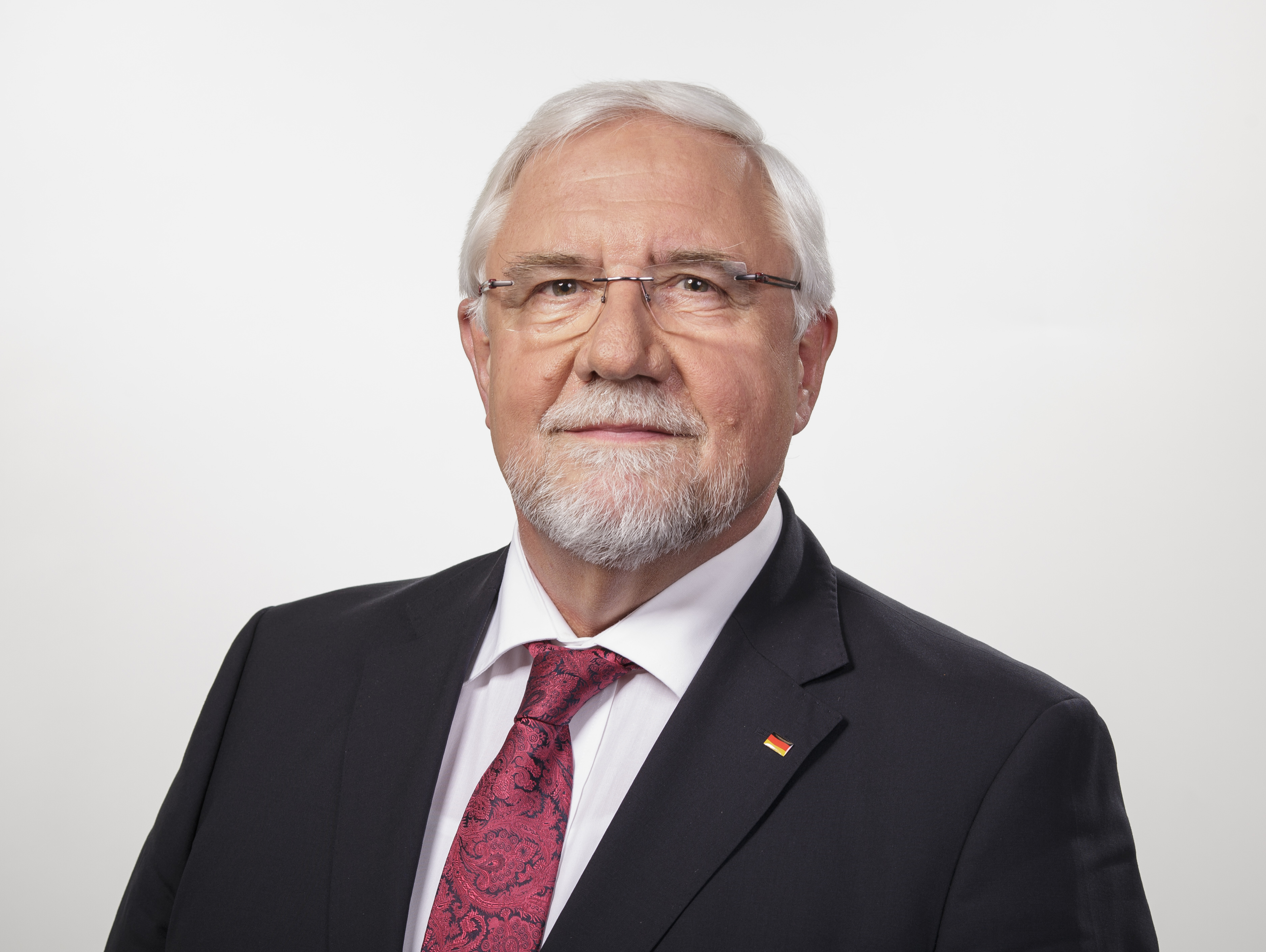
Maximilian Lehmer (2012)

Maximilian Lehmer (* 6. November 1946 in Aichach) ist ein deutscher Politiker (CSU).

## Leben und Beruf
Nach der Volksschule absolvierte Lehmer ab 1961 eine landwirtschaftliche Lehre, die er 1964 mit der Gehilfenprüfung abschloss. Danach besuchte er die Berufsaufbauschule, wo er 1967 die Fachschulreife erwarb, und von 1967 bis 1969 die Landwirtschaftsschule. Anschließend war er auf dem elterlichen Betrieb als Landwirt tätig und legte 1972 auf dem Abendgymnasium in München das Abitur ab. Er studierte dann Agrarwissenschaft am Wissenschaftszentrum Weihenstephan der Technischen Universität München. Nachdem er das Studium 1977 als Diplom-Agraringenieur beendet hatte, war Lehmer bis 1980 als wissenschaftlicher Mitarbeiter am Institut für Landtechnik der TU München in Weihenstephan tätig. 1981 erfolgte hier seine Promotion zum Dr. agr. mit der Arbeit „Herstellung von Grund-Kraftfuttermischungen in Futtermischwagen und deren Einsatz in der Milchviehhaltung“. Lehmer hatte bereits 1978 den landwirtschaftlichen Betrieb seiner Eltern übernommen und war außerdem von 1980 bis 2005 Landwirtschaftlicher Fachberater und Technischer Leiter der BASF in München.
Maximilian Lehmer ist katholisch, verheiratet und Vater von fünf Kindern.

## Politik

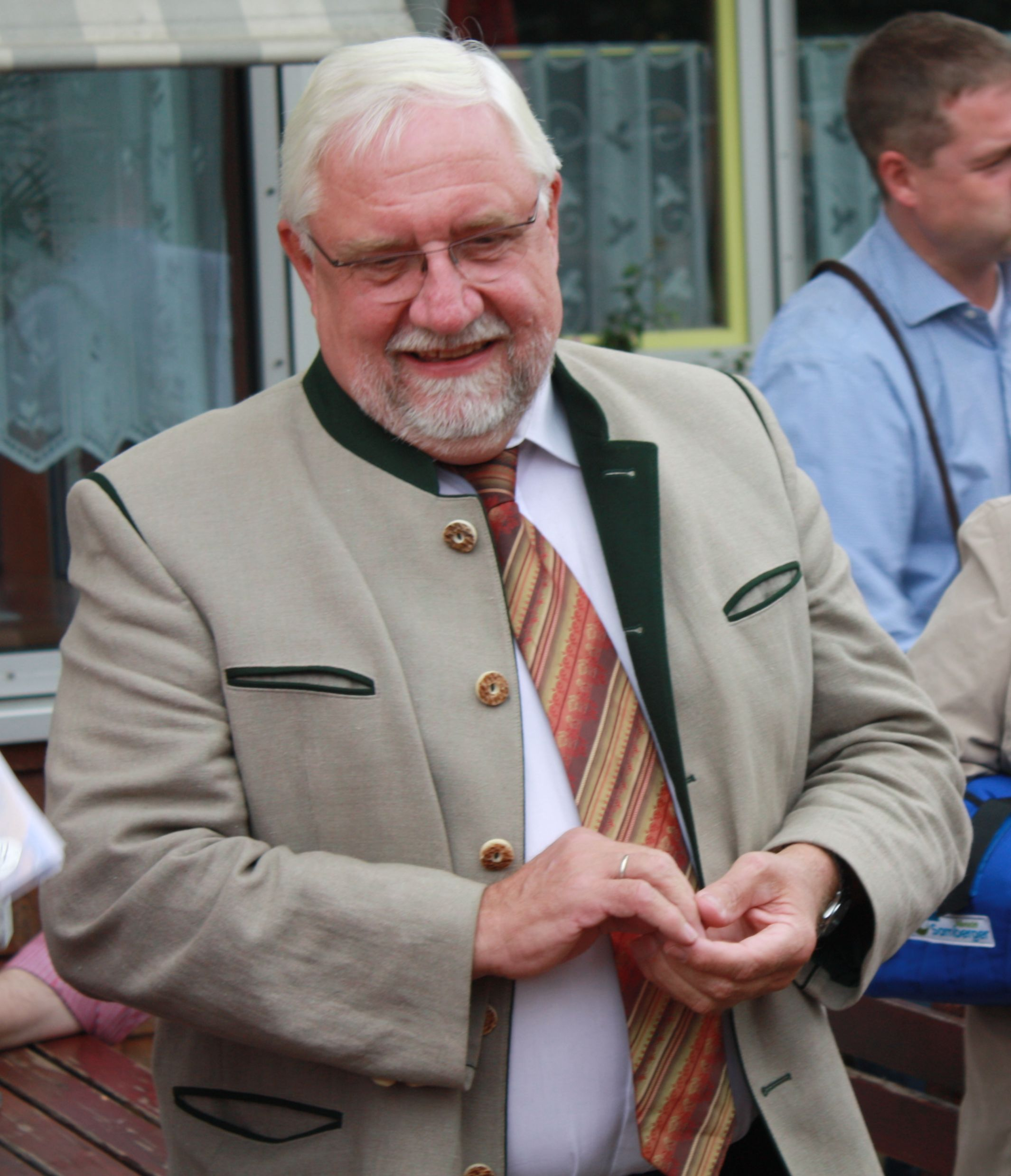
Max Lehmer, 2009 in Markt Schwaben

Lehmer trat 1970 in die Junge Union und die CSU ein und war von 1989 bis 2003 Vorsitzender des CSU-Ortsverbandes Neuching. Seit 2007 ist er stellvertretender Vorsitzender der CSU im Kreis Erding. Lehmer gehörte von 1978 bis 2008 dem Gemeinderat von Neuching an und war von 1976 bis 1996 außerdem Mitglied des Kreistages des Landkreises Erding, wo er zuletzt stellvertretender Vorsitzender der CSU-Fraktion war. Seit den Kommunalwahlen 2008 ist er wiederum Mitglied des Kreistages.
Von 2005 bis 2013 war er Mitglied des Deutschen Bundestages und gehörte hier als ordentliches Mitglied dem Ausschuss für Ernährung, Landwirtschaft und Verbraucherschutz und als Stellvertretendes Mitglied den Ausschüssen für Bildung, Forschung und Technikfolgenabschätzung sowie für Umwelt, Naturschutz und Reaktorsicherheit an. In der CSU-Landesgruppe war Lehmer Leiter des Arbeitskreises VI für Verkehr, Bau- und Stadtentwicklung, Umwelt, Naturschutz und Reaktorsicherheit, Ernährung, Landwirtschaft und Verbraucherschutz.
Maximilian Lehmer war stets als direkt gewählter Abgeordneter des Wahlkreises Erding – Ebersberg in den Bundestag eingezogen. Bei der Bundestagswahl 2005 erreichte er 58,4 % der Erststimmen (Gegenkandidat SPD: 21,6 %), bei der Bundestagswahl 2009 waren es 48,9 % (24,8 %), womit Lehmer immer noch über dem CSU-Durchschnitt lag. Bei der Bundestagswahl 2013 trat er nicht mehr an, sein Nachfolger als Direktabgeordneter wurde Andreas Lenz (CSU).